# Robert Mühren
Robert Mühren, né le 8 mai 1989 à Purmerend aux Pays-Bas, est un footballeur néerlandais. Il évolue au poste d'attaquant. Il est le neveu de Arnold et de Gerrie, tous deux anciens internationaux "Oranje".

## Biographie
Avec le club du FC Volendam, il inscrit 25 buts en deuxième division néerlandaise lors de la saison 2013-2014, ce qui fait de lui le troisième meilleur buteur du championnat, derrière Lars Veldwijk et Ruud Boymans.
Avec le club de l'AZ Alkmaar, il joue 10 matchs en Ligue Europa, marquant deux buts. Il inscrit son premier but dans cette compétition le 27 août 2015, lors du tour de barrage contre l'Astra Giurgiu. Il inscrit son second but le 20 octobre 2016, contre le Maccabi Tel-Aviv.
Transféré dans le club belge de Zulte-Waregem, il rentre en jeu pendant la finale de la Coupe de Belgique que le "Essevé" remporte aux tirs au but. Robert convertit le deuxième tir de son équipe.

## Palmarès
- FC Volendam :
  - Vice-champion de Eerst Divisie en 2013 et 2022.
- SV Zulte Waregem :
  - Vainqueur de la Coupe de Belgique en 2017.
  - Finaliste de la Supercoupe de Belgique en 2017.
- SC Cambuur :
  - Champion de Eerst Divisie en 2021.